# Melaniparus thruppi
El carbonero somalí (Melaniparus thruppi) es una especie de ave paseriforme de la familia Paridae endémica del África oriental. 
Anteriormente el carbonero somalí fue una de las muchas especies del género Parus, pero se integró al género Melaniparus después de un análisis de genético, publicado en el 2013, que demostró que los miembros de este nuevo género formaban un clado distinto.

## Distribución y hábitat
Es originaria de Etiopía, Kenia, Somalia, Tanzania y Uganda. Su hábitat son las sabanas secas de acacias.